# WIPF3
WIPF3 (англ. WAS/WASL interacting protein family member 3) – білок, який кодується однойменним геном, розташованим у людей на 7-й хромосомі. Довжина поліпептидного ланцюга білка становить 483 амінокислот, а молекулярна маса — 49 458.
| 10         |  | 20         |  | 30         |  | 40         |  | 50         |
| ---------- |  | ---------- |  | ---------- |  | ---------- |  | ---------- |
| MPVPPPPPPP |  | LPPPPPPLGA |  | PPPPPPSAPP |  | VSTDTSSLRR |  | ADPKGRSALL |
| ADIQQGTRLR |  | KVTQINDRSA |  | PQIESSKGTN |  | KEGGGSANTR |  | GASTPPTLGD |
| LFAGGFPVLR |  | PAGQRDVAGG |  | KTGQGPGSRA |  | PSPRLPNKTI |  | SGPLIPPASP |
| RLGNTSEAHG |  | AARTAPPRPN |  | VPAPPPPTPP |  | PPPPPLPPPL |  | PSSSPIKTPL |
| VSPPGPLTKG |  | NLPVVAPPVP |  | CAPPPPPPPP |  | PPTPPPLPPA |  | SVLSDKAVKP |
| QLAPLHLPPI |  | PPPLPLLPPC |  | GYPGLKAEPA |  | SPAQDAQEPP |  | APPPPLPPYA |
| SCSPRASLPA |  | PPLPGVNSSS |  | ETPPPLPPKS |  | PSFQAPPQKA |  | GAQALPAPPA |
| PPGSQPFLQK |  | KRHGRPGAGG |  | GKLNPPPAPP |  | ARSPTTELSS |  | KSQQATAWTP |
| TQQPGGQLRN |  | GSLHIIDDFE |  | SKFTFHSVED |  | FPPPDEYKPC |  | QKIYPSKIPR |
| SRTPGPWLQA |  | EAVGQSSDDI |  | KGRNSQLSLK |  | TLR        |  |            |

A: Аланін

C: Цистеїн

D: Аспарагінова кислота

E: Глутамінова кислота

F: Фенілаланін

G: Гліцин

H: Гістидин

I: Ізолейцин

K: Лізин

L: Лейцин

M: Метіонін

N: Аспарагін

P: Пролін

Q: Глутамін

R: Аргінін

S: Серин

T: Треонін

V: Валін

W: Триптофан

Кодований геном білок за функціями належить до білків розвитку, фосфопротеїнів. 
Задіяний у таких біологічних процесах, як диференціація клітин, сперматогенез, метилювання. 
Білок має сайт для зв'язування з молекулою актину. 
Локалізований у цитоплазмі.